# Barbara Jeż
Barbara Jeż (* 18. Oktober 1948 in Frysztak) ist eine ehemalige polnische Handballspielerin.
Barbara Jeż bestritt 82 Länderspiele für die polnische Frauen-Handballnationalmannschaft. Auf Vereinsebene holte sie drei polnische Meistertitel und gewann zweimal den polnischen Pokal.
Sie heiratete den Fußballspieler Josef Klose, einen Angehörigen der deutschsprachigen Minderheit der Schlesier. Nach der Geburt einer Tochter wurde 1978 der Sohn Miroslav geboren, der später deutscher Fußballnationalspieler wurde und heute Rekordtorschütze der deutschen Nationalelf ist. Im November des gleichen Jahres zog die Familie nach Frankreich, wo Josef Klose einen Vertrag bei AJ Auxerre erhalten hatte. Ein Jahr nach der Rückkehr nach Polen siedelte sie 1985 mit ihrem Ehemann und den beiden Kindern in die Bundesrepublik Deutschland über und ließ sich in Kusel im Nordpfälzer Bergland nieder.